# Фустовы
Фустовы — дворянский род татарского происхождения.

## Происхождение и история рода
Происходит, по сказаниям старинных родословцев, от выехавшего из Золотой Орды к Дмитрию Донскому татарина Хозя, в крещении Азария. Его внук Лаврентий Гаврилович Фуст был родоначальником Фустовых. Другой внук Азария — Василий Александрович Тулубьев.
В 1382 году из Золотой Орды выехали три брата: Орды-Хозя, а в крещении Азарий, постельничий Тохтамыша; Бахты-Хозя, а в крещении Ананий; и Маматы-Хозя, а в крещении Михаил. В Степенной книге упоминается, что их крещение произвело в Москве большое впечатление, поскольку они были знатными сановниками в Орде. Крещение производил митрополит Киприан.
Однородцы Фустовых: Тевяшевы, Лихаревы и Тулубьевы.

## Родословная роспись Фустовых
1. Азарий (Орды-Хозя).
2. Гавриил Азарьевич. Ему пожалован в кормление город Городец (на Волге, ныне село Нижегородской губернии в 15 верстах от г. Балахны).
3. Павел Гаврилович Тевяш, родоначальник Тевяшевых и Лаврентий Гаврилович Фустъ, родоначальник Фустовых. Оба они получили в кормление город Сураж на реке Остр[2].

## Описание герба
Щит разделён горизонтально на две части, из коих в верхней в красном поле на середине постановлена серебряная крепость (польский герб Гржимала). В нижней части: в правом голубом поле золотой лев с мечом, стоящий на задних лапах, обернувшейся в правую сторону; в левом чёрном поле изображена серебряная луна, рогами вниз обращённая.
Щит увенчан обыкновенным дворянским шлемом с дворянскою на нём короною и тремя страусовымн перьями. Намёт на щите чёрный и голубой, подложенный золотом.

## Известные представители
- Фустов Севвин Нехорошев — каширский городовой дворянин (1629).
- Фустов Иван Тимофеевич — московский дворянин (1629—1640).
- Фустов Захар Тимофеевич — воевода в Венёве (1636—1639), московский дворянин (1636—1640).
- Фустов Иван Никитич — стольник царицы Прасковьи Фёдоровны (1686), стольник (1687).
- Фустовы: Фома Васильевич, Никифор Захарьевич, Никифор и Родион Ивановичи, Ларион и Матвей Степановичи, Василий Степанович, Василий Васильевич — московские дворяне (1676—1692).
- Фустовы: Иван Матвеевич, Михаил и Григорий Лаврентьевичи — стряпчие (1692).
- Фустов Григорий Родионович — стольник (1686—1692)[3][4].